# Yorklyn (Pennsylvanie)
 (août 2025).
Yorklyn est une census-designated place située dans le comté de York, dans l’État de Pennsylvanie, aux États-Unis. Lors du recensement de 2020, elle compte 1 811 habitants.